# How We Do (Party)
"How We Do (Party)" is een nummer van de Britse zangeres Rita Ora, van haar debuutalbum Ora (2012). Het is geschreven door onder andere Kelly Sheehan en Bonnie McKee en de productie was in handen van The Runners. Het nummer leent teksten van The Notorious B.I.G.'s single "Party and Bullshit" uit 1993.

## Hitnoteringen

### Nederlandse Top 40
| Hitnotering: 15-09-2012 t/m 13-10-2012 | Hitnotering: 15-09-2012 t/m 13-10-2012 | Hitnotering: 15-09-2012 t/m 13-10-2012 | Hitnotering: 15-09-2012 t/m 13-10-2012 | Hitnotering: 15-09-2012 t/m 13-10-2012 | Hitnotering: 15-09-2012 t/m 13-10-2012 | Hitnotering: 15-09-2012 t/m 13-10-2012 |
| Week:                                  | 1                                      | 2                                      | 3                                      | 4                                      | 5                                      |                                        |
| -------------------------------------- | -------------------------------------- | -------------------------------------- | -------------------------------------- | -------------------------------------- | -------------------------------------- | -------------------------------------- |
| Positie:                               | 32                                     | 31                                     | 28                                     | 31                                     | 40                                     | uit                                    |

### NederlandseSingle Top 100
| Hitnotering: (Week 1 t/m 5) 15-09-2012 t/m 13-10-2012 Hitnotering: (Week 6) 27-10-2012 | Hitnotering: (Week 1 t/m 5) 15-09-2012 t/m 13-10-2012 Hitnotering: (Week 6) 27-10-2012 | Hitnotering: (Week 1 t/m 5) 15-09-2012 t/m 13-10-2012 Hitnotering: (Week 6) 27-10-2012 | Hitnotering: (Week 1 t/m 5) 15-09-2012 t/m 13-10-2012 Hitnotering: (Week 6) 27-10-2012 | Hitnotering: (Week 1 t/m 5) 15-09-2012 t/m 13-10-2012 Hitnotering: (Week 6) 27-10-2012 | Hitnotering: (Week 1 t/m 5) 15-09-2012 t/m 13-10-2012 Hitnotering: (Week 6) 27-10-2012 | Hitnotering: (Week 1 t/m 5) 15-09-2012 t/m 13-10-2012 Hitnotering: (Week 6) 27-10-2012 | Hitnotering: (Week 1 t/m 5) 15-09-2012 t/m 13-10-2012 Hitnotering: (Week 6) 27-10-2012 | Hitnotering: (Week 1 t/m 5) 15-09-2012 t/m 13-10-2012 Hitnotering: (Week 6) 27-10-2012 |
| Week:                                                                                  | 1                                                                                      | 2                                                                                      | 3                                                                                      | 4                                                                                      | 5                                                                                      |                                                                                        | 6                                                                                      |                                                                                        |
| -------------------------------------------------------------------------------------- | -------------------------------------------------------------------------------------- | -------------------------------------------------------------------------------------- | -------------------------------------------------------------------------------------- | -------------------------------------------------------------------------------------- | -------------------------------------------------------------------------------------- | -------------------------------------------------------------------------------------- | -------------------------------------------------------------------------------------- | -------------------------------------------------------------------------------------- |
| Positie:                                                                               | 33                                                                                     | 31                                                                                     | 89                                                                                     | 88                                                                                     | 98                                                                                     | uit                                                                                    | 87                                                                                     | uit                                                                                    |